# Pandora Papers
Als Pandora Papers wird das bis dato größte Leak über sogenannte Steueroasen bezeichnet, dessen Existenz vom Internationalen Netzwerk investigativer Journalisten (ICIJ) am 2. Oktober 2021 bekanntgegeben wurde. Weltweit arbeiteten Journalisten an der Auswertung der Daten und deckten die Besitzer und Verbindungen von 29.000 Steuervermeidungs- und Steuerhinterziehungskonten bei 14 Offshore-Dienstleistern auf.

## Recherche
Rund 12 Millionen Dokumente aus 14 Quellen wurden über mehrere Monate von mehr als 600 Journalisten in 117 Ländern durchgearbeitet. Sie deckten dabei versteckten Reichtum, Steuervermeidung und in einigen Fällen auch Geldwäsche auf. Die Daten waren dem ICIJ anonym (durch einen Whistleblower) zur Verfügung gestellt worden.
Die Pandora Papers umfassen 2,94 Terabyte Daten mit 11,9 Millionen Dokumenten, die auszugsweise seit dem 3. Oktober 2021 veröffentlicht werden. Damit übertrifft es an Umfang die Panama Papers mit 11,5 Millionen vertraulichen Dokumenten. Die Pandora Papers erlauben die Aufdeckung von 29.000 Steuervermeidungs- und Steuerhinterziehungskonten bei 14 Offshore-Dienstleistern. Die Unterlagen zeigen, dass und wie zahlreiche Millionäre und Milliardäre Vermögen in sogenannten Steueroasen verstecken. Laut ICIJ liegen dabei auch Daten von rund 330 Politikern aus 91 Ländern vor, darunter 35 amtierende oder ehemalige Staatsoberhäupter oder Regierungschefs.
| Aufschlüsselung des Datensatzes | Aufschlüsselung des Datensatzes | Aufschlüsselung des Datensatzes | Aufschlüsselung des Datensatzes | Aufschlüsselung des Datensatzes |
| ------------------------------- | ------------------------------- | ------------------------------- | ------------------------------- | ------------------------------- |
| Datentyp                        |                                 |                                 | Anzahl                          |                                 |
| Dokumente                       | Dokumente                       |                                 | 6406119                         | 6406119                         |
| Bilder                          | Bilder                          |                                 | 2937513                         | 2937513                         |
| E-Mails                         | E-Mails                         |                                 | 1205716                         | 1205716                         |
| Tabellenkalkulationen           | Tabellenkalkulationen           |                                 | 467405                          | 467405                          |
| Präsentationen                  | Präsentationen                  |                                 | 8511                            | 8511                            |
| Audios                          | Audios                          |                                 | 3497                            | 3497                            |
| Videos                          | Videos                          |                                 | 1421                            | 1421                            |
| Sonstige                        | Sonstige                        |                                 | 873494                          | 873494                          |
|                                 |                                 |                                 |                                 |                                 |

### Datenquellen bzw. Offshore-Dienstleister
Die der Recherche zu Grunde liegenden vertraulichen Unterlagen stammen von 14 sogenannten „Offshore-Providern“, also von Unternehmen, die für ihre Kunden Briefkastenfirmen (Offshore-Firmen), Trusts (Stiftungen) und andere Unternehmensformen aufbauen. Eine der großen Firmen, von der Unterlagen vorliegen, ist die panamaische Anwaltskanzlei (Law-Firm) Alemán, Cordero, Galindo & Lee (Alcogal). Diese hat mindestens 14.000 Briefkastenfirmen und Trusts in Steueroasen gegründet. Häufig werden die Briefkastengesellschaften rechtlich in Ländern angesiedelt, die international durch eine schwache Geldwäschekontrolle, intransparentes Finanzgebaren durch ihre Regierungen und durch besonders niedrige Steuersätze auffallen.
| Offshore-Provider                        | Dokumente | Bestandszeit | Standort                              | Gründungsjahr |
| ---------------------------------------- | --------- | ------------ | ------------------------------------- | ------------- |
| All About Offshore Limited               | 0.270.328 | 2002–2019    | Seychellen                            | 2007          |
| Alemán, Cordero, Galindo & Lee (Alcogal) | 2.185.783 | 1970–2019    | Panama                                | 1985          |
| Alpha Consulting Limited                 | 0.823.305 | 1996–2020    | Seychellen                            | 2008          |
| Asiaciti Trust Asia Limited              | 1.800.650 | 1996–2019    | Seychellen                            | 1978          |
| CCS Trust Limited                        | 0.149.378 | 2001–2017    | Belize                                | 2005          |
| CIL Trust International                  | 0.459.476 | 1996–2019    | Belize                                | 1994          |
| Commence Overseas Limited                | 0.008.661 | 2004–2017    | Britische Jungferninseln              | 1992          |
| Demetrios A. Demetriades LLC             | 0.469.184 | 1993–2021    | Zypern                                | 1966          |
| Fidelity Corporate Services Limited      | 0.213.733 | 1998–2019    | Britische Jungferninseln              | 2005          |
| Glenn D. Godfrey and Company LLP         | 0.189.907 | 1980–2019    | Belize                                | 2003          |
| Il Shin                                  | 1.575.840 | 1996–2020    | Hongkong                              | 2004          |
| Overseas Management Company Inc          | 0.190.477 | 1997–2020    | Panama                                | 1961          |
| SFM Corporate Services                   | 0.191.623 | 2000–2019    | Schweiz, Vereinigte Arabische Emirate | 2006          |
| Trident Trust Company Limited            | 3.375.331 | 1970–2019    | Britische Jungferninseln              | 1986          |

## Recherchierte Geschäftspraktiken von Staatsoberhäuptern und/oder deren Umfeld (Auswahl)
Aserbaidschan: Die Familie des amtierenden Präsidenten İlham Əliyev kaufte über ein Netzwerk von Offshore-Firmen 27 Liegenschaften für insgesamt 389 Millionen Pfund im Vereinigten Königreich. Die Unternehmen des unter Korruptionsverdacht stehenden Staatschefs haben dabei auch mindestens ein Geschäft mit dem Crown Estate des britischen Königshauses (siehe unten) gemacht. Die Əliyev-Familie reagierte nicht auf Anfragen der berichtenden Journalisten.
 Jordanien: König Abdullah II. erwarb laut den Papieren über Firmen in Steueroasen 14 Immobilien in Großbritannien und den USA. Ein Anwalt erklärte nach Bekanntwerden, die meisten der Briefkastenfirmen existierten nicht mehr, und nicht alle Immobilien gehörten dem König.
 Kenia: Präsident Uhuru Kenyatta und dessen Mutter sind als Begünstigte einer in Panama liegenden geheimen Stiftung aufgeführt. Uhuru Kenyatta hatte sich bzgl. der Steuerflucht einst für mehr Transparenz ausgesprochen.
 Libanon: Sowohl Ministerpräsident Nadschib Mikati, dessen Vorgänger Hassan Diab als auch der Gouverneur der Zentralbank und frühere Außenminister Marwan Kheireddine waren im Besitz von Briefkastenfirmen. Letzterer hatte während der Wirtschaftskrise im Libanon einst selbst die Steuerhinterziehung beklagt.
 Russland: Enge Vertraute von Präsident Wladimir Putin sind Kunden von Offshore-Finanzprodukten.
 Tschechien: Der zu jener Zeit amtierende Premierminister Tschechiens, Andrej Babiš (ANO 2011), kaufte im Jahr 2009 über ein kompliziertes Firmengeflecht aus mindestens drei Briefkastenfirmen ein Herrenhaus in Frankreich. Babiš wollte sich nach Bekanntwerden zu dem Vorgang nicht äußern.
 Ukraine: Präsident Wolodymyr Selenskyj (Sluha narodu) stand laut Pandora Papers in Verbindung mit dem Oligarchen Ihor Kolomoiskij und war an einem Geflecht von Briefkastenfirmen namens "Kwartal 95" beteiligt. Selenskyj hatte vor Amtsantritt seinen Vorgänger noch für die Beteiligung an Briefkastenfirmen kritisiert.
 Vereinigtes Königreich: Das Crown Estate wird in den Pandora Papers als Käufer eines Grundstücks im Wert von 91 Millionen US-Dollar, das im Besitz der Herrscherfamilie Aserbaidschans um İlham Əliyev war, genannt. Außerdem erwarben der ehemalige britische Premierminister Tony Blair (Labour Party) und seine Frau Cherie Blair den Unterlagen zufolge 2017 durch den Kauf einer Briefkastenfirma eine Immobilie in London im Wert von 7,5 Millionen Euro. Die Daten legen laut tagesschau.de den Verdacht nahe, dass die Blairs durch die besondere rechtliche Konstruktion des Geschäfts über 300.000 Euro Grunderwerbsteuer sparten. Cherie Blair erklärte auf Nachfrage, dass ihr Mann nicht in den Kauf eingebunden war und Ziel der Transaktion gewesen sei, die Immobilie durch den Kauf wieder unter britische Steuerverwaltung zu bringen.
 Zypern: Präsident Nikos Anastasiadis (Dimokratikos Synagermos) gründete die Anwaltskanzlei Nicos Chr. Anastasiades & Partners. Diese verwaltete mittels des „Offshore-Brokers“ Alcogal vier Briefkastenfirmen auf den Britischen Jungferninseln, die das Vermögen des umstrittenen russischen Senators Leonid Lebedew managten.

## An der Recherche beteiligte Medien
150 Medien haben an der Recherche mitgewirkt. Darunter die Folgenden:
- Balkan Investigative Reporting Network
- Twala
- La Nación
- elDiarioAR
- Infobae
- Hetq
- Australian Broadcasting Corporation
- Australian Financial Review
- Belsat
- De Tijd
- Knack
- Le Soir
- Organized Crime and Corruption Reporting Project
- Ink Center for Investigative Journalism
- Agência Pública
- Metrópoles
- Poder 360
- Revista Piauí
- Bureau for Investigative Reporting and Data
- L’Economiste Du Faso
- VOD
- The Museba Project
- CBC/Radio-Canada
- Toronto Star
- Ciper Chile
- Fundación Periodística LaBot
- CONNECTAS
- El Espectador
- National Magazine Comores
- Centro Latinoamericano de Investigación Periodística
- Costa Rica Noticias, Canal 13
- Eburnie Today
- L’Elephant Dechaine
- Proyecto Inventario
- Czech Center for Investigative Journalism
- Berlingske
- Dänischer Rundfunk
- Politiken
- Noticias SIN
- Diario El Universo
- Mada Madmasr
- El Faro
- Diario Rombe
- Eesti Päevaleht
- Yleisradio
- Le Monde
- Premières Lignes
- Radio France
- iFact
- Norddeutscher Rundfunk
- Süddeutsche Zeitung
- Westdeutscher Rundfunk
- Deutsche Welle
- Ghana Business News
- Zami Reports
- Plaza Pública
- Contracorriente
- Stand News
- Direkt36
- Reykjavik Media
- Stundin
- The Indian Express
- Tempo
- Shomrim
- L’Espresso
- Asahi Shimbun
- Kyodo News
- Arab Reporters for Investigative Journalism
- Africa Uncensored
- The Elephant
- Re:Baltica
- Daraj Media
- Daily Observer Newspaper
- FrontPage Africa
- Africa Report
- Siena.lt
- Reporter.lu
- Nation Publications LTD
- Platform for Investigative Journalism
- Malaysiakini
- Malian Network of Investigative Journalists
- Times of Malta
- L’Express
- Proceso
- Quinto Elemento Lab
- MANS
- Le Desk
- The Namibian
- Centre for Investigative Journalism, Nepal
- Kantipur Daily
- Het Financieele Dagblad
- Platform Investico
- Trouw
- NZME. New Zealand Media and Entertainment
- TVNZ
- Confidencial
- L’Evenement
- Premium Times
- Aftenposten
- E24 Næringsliv
- ORF
- Profil
- The News International
- Grupo ABC Color
- Convoca
- IDL-Reporteros
- Philippine Center for Investigative Journalism
- Rappler
- Gazeta Wyborcza
- Expresso
- Centro De Periodismo Investigativo
- RISE Moldova
- IStories
- Impact.sn
- KRIK
- OŠTRO
- AmaBhungane
- Carte Blanche (M-Net)
- Newstapa
- El País
- LaSexta
- SVT
- Spotify
- Tamedia
- Jamii Media
- Isra News Agency
- De Cive (Le Citoyen) et La Lettre Agricole
- Flambeau des Democrates
- L’Union pour la Patrie
- Quotidien Liberte
- Inkyfada
- NMG Uganda
- Slidstvo.Info (Слідство.Інфо)
- British Broadcasting Corporation
- Finance Uncovered
- Private Eye
- The Guardian
- El Nuevo Herald
- Frontline (PBS)
- McClatchy
- Miami Herald
- The Washington Post
- Univision
- Semanario Búsqueda
- Armando.Info
- Makanday Center for Investigative Journalism

Anmerkung: Die Flaggen beziehen sich neben der Herkunft auf den Standort, von wo aus die beteiligten Medien recherchiert haben.

## Staatliche Auswertung
Im Juni 2023 gab der hessische Landesfinanzminister Michael Boddenberg bekannt, dass Hessen die Daten der Pandora Papers erworben hat, um diese auf Fälle von Steuerkriminalität zu überprüfen. Zudem verkündete er, die hessische Steuerverwaltung werde die Unterlagen für ganz Deutschland und sogar für Ermittlungsbehörden im Ausland auswerten. Bereits die Panama Papers hatte Hessen erworben sowie federführend für alle Steuerverwaltungen in Deutschland ausgewertet und hierfür mit nationalen und internationalen Ermittlerinnen und Ermittlern zusammengearbeitet.

## Video / Audio
- ABC News: The Pandora Papers: How the world of offshore finance is still flourishing auf YouTube
- Pandora Papers Staffel im Podcast Organisiertes Verbrechen (Lena Gürtler / Benedikt Strunz, NDR)
- Strg F Folge zu den Pandora Papers